# George Germain
George Germain, I Vizconde de Sackville (26 de enero de 1716 - 26 de agosto de 1785), conocido como Lord George Sackville hasta 1770 y como Lord George Germain entre 1770 y 1782, fue un político y militar británico, secretario de Estado para la América británica en el gabinete de Lord North durante la Guerra de Independencia de los Estados Unidos.
A él se le responsabiliza en gran medida de la pérdida de las colonias americanas. Sus errores en la coordinación militar de las operaciones, junto con su escaso entendimiento de la situación en América justifican en parte esta conclusión. Su carrera se divide en dos fases; como militar, participó en la Guerra de Sucesión Austríaca y en la Guerra de los Siete Años (incluyendo la Batalla de Minden), donde sirvió con distinción aunque finalizó en corte marcial; como político, la caída del gobierno North en marzo de 1782 significó el fin de su carrera.

## Contexto y educación
Lord George Sackville fue el tercer hijo de Lionel Sackville, duque de Dorset, y su esposa Elizabeth, hija del Teniente General Walter Philip Colyear. Fue ahijado del rey Jorge I, que estuvo presente en su bautizo. Germain asistió a la Westminster School de Londres, y se graduó en el Trinity College de Dublín en 1737. Entre 1730 y 1734 su padre ocupó el cargo de Lord Teniente de Irlanda. Durante su estancia en Dublín hizo amistad con el escritor Jonathan Swift. Frecuentó también la compañía de John Ligonier, que posteriormente le ayudaría durante su carrera militar.
Al término de sus estudios ingresó en el ejército; se integraría también en la masonería, siendo elegido Gran Maestro de la Gran Logia de Irlanda en 1751 y desempeñando este cargo durante los dos siguientes años.

## Primeros años en el ejército
Germain fue nombrado capitán del 7.º Regimiento de Caballería. En 1740 fue trasladado al Regimiento de Gloucestershire de infantería con la graduación de teniente coronel. Con este regimiento viajaría a Alemania, donde tomaría parte en la Guerra de Sucesión Austriaca.

### Batalla de Fontenoy

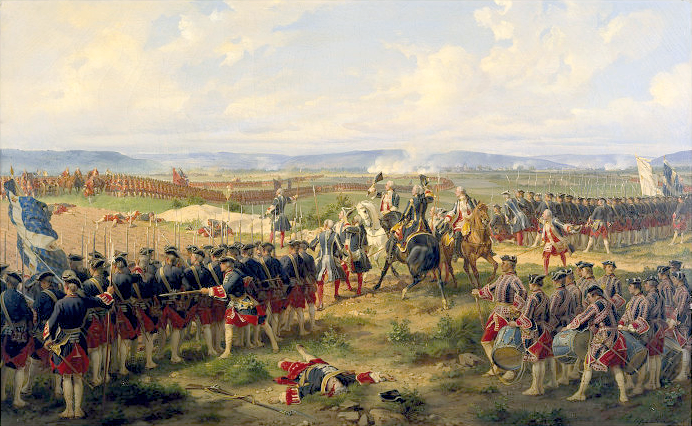
Batalla de Fontenoy en 1745, primera acción en que Sackville se distinguió. Fue herido y capturado por los franceses.

En su primera batalla estuvo al frente de la carga de la infantería del Duque de Cumberland en la Batalla de Fontenoy. Consiguió atravesar de tal forma las líneas francesas que cuando fue herido y capturado, fue llevado a la tienda de Luis XV. Tras su liberación y regreso a Inglaterra, fue destinado a Escocia como coronel de los Fusileros de Lancashire.
En 1747 y 1748 volvió a servir a las órdenes del Duque de Cumberland. Fue nombrado coronel del 7.º Regimiento Irlandés de Caballería y prestó su servicio en Holanda. Entre guerras, fue primer secretario de su padre y ocupó escaño en la Cámara Irlandesa de los Comunes por la circunscripción de Portarlington entre 1733 y 1761.
Durante la Guerra de los Siete Años, George regresó al servicio activo. Se le había considerado para el puesto de Comandante en Jefe de Norteamérica, aunque el nombramiento finalmente recayó en Edward Braddock, que tuvo una actuación desastrosa en el conflicto. En 1755 fue nombrado Mayor General y en 1758 se unió a Charles Spencer, duque de Marlborough como Teniente General.

### Asalto a St Malo
En junio de 1758, Sackville era el segundo al mando de Marlborough durante el ataque a St. Malo. Aunque no se llegó a capturar la población, la operación fue considerada un gran triunfo como distracción. Se estudiaron posibles ataques a otros objetivos de Normandía como Caen o Le Havre, pero finalmente se desestimaron y las tropas regresaron a casa.
Posteriormente ese mismo año, Marlborough y Sackwille se desplazaron a Alemania para formar parte de las tropas de Fernando de Brunswick. Tras la muerte de Marlborough, Germain se convirtió en Comandante del contingente británico, aunque bajo el mando del Duque de Brunswick.

### Batalla de Minden
En la batalla de Minden, el 1 de agosto de 1759, la infantería británica situada en el centro avanzó sobre la artillería y caballería francesas. Aparentemente no habían recibido órdenes y su formación de ataque llegó a rechazar las repetidas cargas de caballería francesas, esperando hasta que la carga se aproximara a unos diez metros y disparando después. Al retroceder los franceses hacia Minden, el duque ordenó una carga de la caballería británica, pero Sackville, que mandaba la primera línea, no avanzó pese a las continuas órdenes de Brunswick lo que llevó a su 
destitución y envío a Inglaterra.

### Juicio militar
Sackville declinó toda responsabilidad. De vuelta a Inglaterra, exigió la celebración de un juicio, que tendría lugar en 1760. Declarado culpable, el jurado decretó que era "...inapropiada para servir a su Majestad en cualquier asunto militar", y ordenó que el veredicto fuera leído e incorporado a los reglamentos de todos los regimientos.

## Carrera política

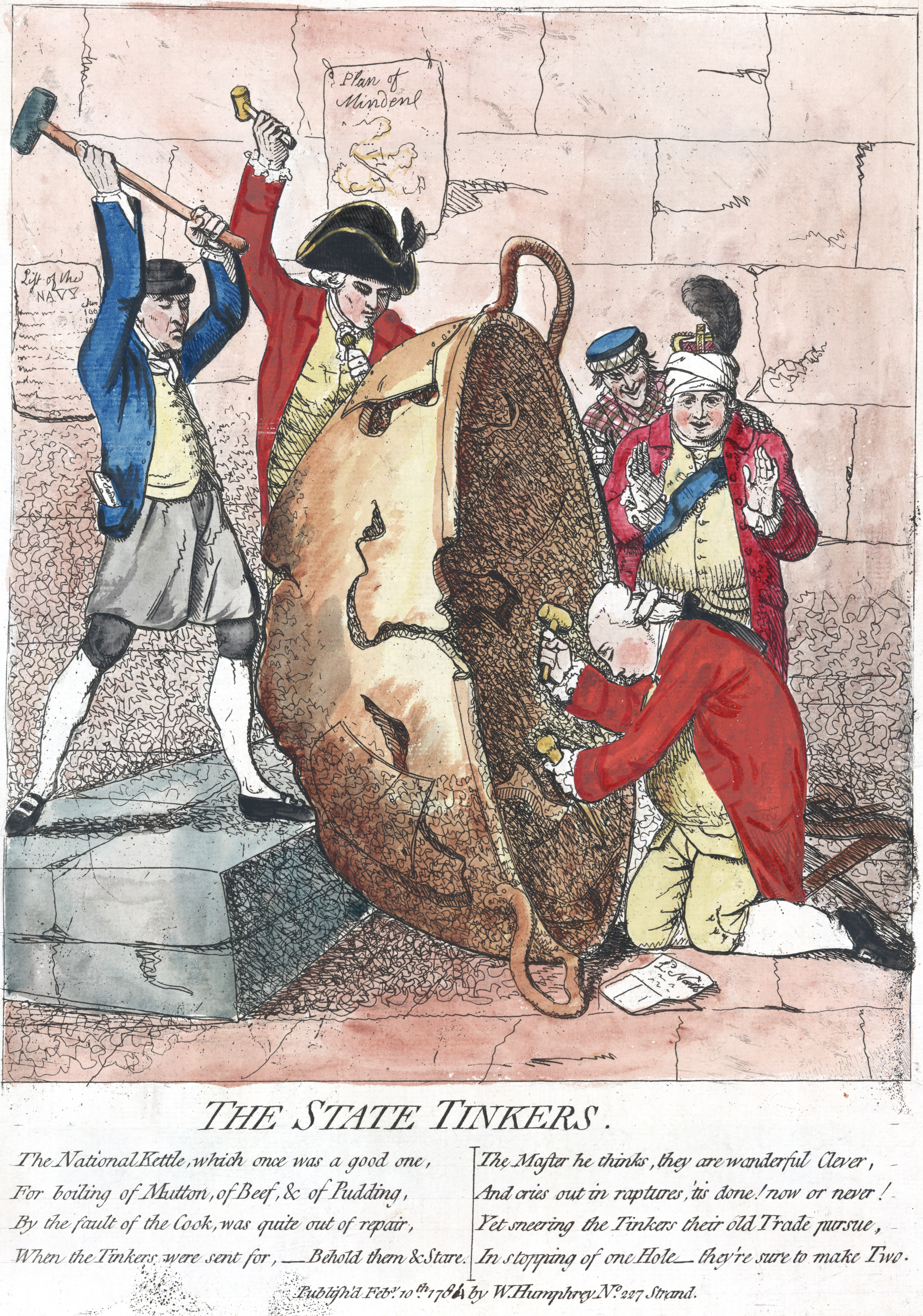
En The State Tinkers (1780), James Gillray caricaturizó a Germain (segundo por la izquierda) y a sus aliados como incompetentes. Pegado en la pared detrás de Alemania está el "Plan de Minden".

Sackville había formado parte del Parlamento de manera intermitente desde 1741. En ocasiones había asistido a Dublín y Westminster, pero nunca había tomado parte en las disputas políticas.
Cuando Jorge III subió al trono en 1760, Germain inició su rehabilitación política. No pareció haber repercusiones negativas derivadas del final de la Guerra de los Siete Años. Las victorias sobre los franceses en las colonias propiciaron el que los sucesos de la guerra fueran pronto olvidados. Las dificultades para realizar los pagos de la deuda ocasionada por la guerra llevaron a un periodo de inestabilidad política y continuo cambio en el gobierno. Inicialmente partidario de la facción de George Grenville, acabaría alineándose posteriormente con Frederick North, con el que firmaría un pacto formal en 1769, año en que falleció Lady Elizabeth Germain dejándole sus propiedades en herencia. Esto no sólo mejoró su posición económica, sino que le proporcionó la oportunidad de adoptar formalmente el apellido Germain. A partir de 1770, George Sackville ya sería conocido como George Germain.

### Secretario de Estado
El 10 de noviembre de 1775, Germain fue nombrado Secretario de Estado para las Colonias en sustitución de Lord Dartmouth. En aquel momento, el gabinete de North tenía tres secretarios de estado; para Europa, América y para el Resto del Mundo. Además de cuidar de las relaciones internacionales, estos secretarios eran responsables en gran medida de la administración colonial y de las operaciones militares en su zona. Esto convirtió a Germain en el principal ministro responsable de suprimir la revuelta en las colonias. Promocionaba o relevaba generales, se encargaba de los abastecimientos y se implicaba en los planes de guerra. Su opinión general se basaba en la idea de que "...la chusma ... no debería complicarse con política y gobierno, que no entienden." y en que "...estos payasos pueblerinos no pueden abotearnos."
Sackville y el primer ministro North asumían tres presupuestos a la hora de como iban a afrontar la guerra: primero, las fuerzas americanas no podían resistir los asaltos británicos; en segundo lugar, la guerra sería similar a las guerras europeas én las que habían luchado y vencido en Europa; y, por último, su victoria lograría asegurar la lealtad de las colonias. Las tres, suposiciones erróneas, a excepción quizás de la primera. En 1776, Germain y Burgoyne planificaron conjuntamente la campaña de Saratoga. Sin embargo, la mala coordinación con las tropas del General Howe, inmerso en una serie de operaciones sobre Filadelfia ocasionaron el fracaso final de la operación y aceleraron la entrada de Francia en la guerra. En 1781, un nuevo error de coordinación, esta vez entre los generales Cornwallis y Clinton culminaría en la derrota de Yorktown.
Las noticias del desastre de Yorktown llegaron a Londres el 25 de noviembre de 1781; Germain fue el primero en recibir la noticia en su residencia de Pall Mall., que transmitió la noticia al resto de ministros y al primer ministro, del que dijo suspiró "Oh Dios - Se acabó todo". Se acordó que Germain transmitiera directamente la información al rey, que se encontraba en Kew. El discurso del rey previsto para dos día después tuvo que ser reescrito, y las noticias de Yorktown galvanizaron a los opositores a la guerra, lo que motivó cambios en las alianzas políticas, con modificaciones en los ministerios. Germain preparó un plan para continuar con la guerra a partir de las bases británicas de Charleston, Nueva York, Savannah y Canadá para presionar sobre la costa y las fronteras americanas. También abogaba por la reocupación de Newport en Rhode Island para establecer una cabeza de puente hacia Nueva Inglaterra.

## Vida posterior
El gobierno North cayó en febrero de 1782 y fue sucedido por un periodo de inestabilidad política. El gobierno Shelburne firmó el Tratado de París en 1783 poniendo fin a la guerra. Cuando Lord North abandonó el gobierno, Sackville abandonó tanto su puesto en el gabinete como su asiento en el Parlamento. El rey Jorge le concedió el título de Vizconde Sackville, aunque las controversias acerca de sus decisiones durante la guerra continuarían. Algunos miembros se opusieron a que Germain ocupara escaño en la Cámara de los Lores, pero su delicado estado de salud convertiría esto en irrelevante. Se retiró a su residencia en el campo de Stoneland Lodge en Sussex, donde moriría en 1785.